# انتخابات سراسری پالائو (۲۰۱۶)

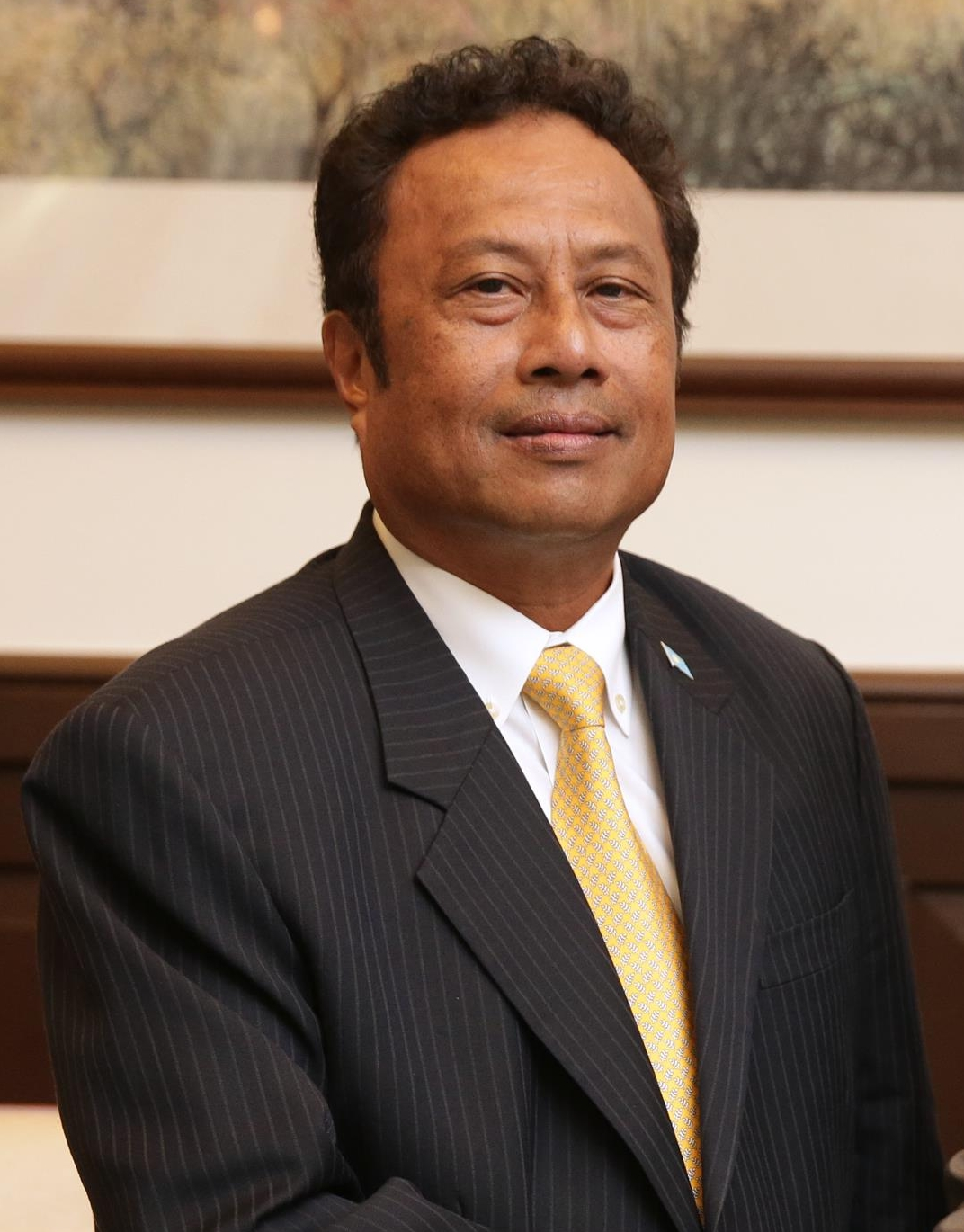
توماس رمنگسائو جونیور هفتمین و نهمین رئیس جمهور پالائو

انتخابات سراسری پالائو در ۱ نوامبر ۲۰۱۶ برابر با ۱۱ آبان ۱۳۹۵ برای انتخاب رئیس‌جمهور و کنگرهٔ ملی این کشور برگزار خواهد شد.

## روش
رئیس‌جمهور پالائو با روش دومرحله‌ای انتخاب می‌شود. ۱۶ عضو مجلس نمایندگان از طریق رأی‌گیری در حوزه‌های انتخابیهٔ تک‌نماینده با روش نخست‌نفری انتخاب می‌شوند. هر ایالت یک حوزه به شمار می‌رود. ۱۳ عضو مجلس سنا با روش block voting و در سطح یک حوزه‌ی انتخابیه سراسری انتخاب می‌شوند. هر رأی‌دهنده می‌تواند به ۱۳ نفر رأی بدهد.